# 티파니 폴라드
티파니 폴라드(Tiffany Pollard, 1982년 1월 6일 ~ )는 미국의 배우, 영화배우이다.
우티카에서 태어났다.

## 영화
- 더 샵 (2013년)